# PicoJava

picoJava — спецификация микропроцессоров, нацеленных на исполнение байт-кода Java без интерпретатора или JIT-компилятора. На процессорах, созданных по этой спецификации, код Java работает примерно в 20 раз быстрее, чем на стандартном процессоре с использованием JVM. Также эти процессоры способны исполнять код на Си/Си++ со скоростью, сопоставимой с процессорами архитектуры RISC. Такой подход позволяет существенно увеличить производительность программ на Java, не снижая при этом скорости выполнения программ на других языках.
PicoJava была разработана для использования во встраиваемых системах, на которых работают Java-приложения.
Спецификация picoJava не описывает логики памяти и интерфейсов ввода-вывода, поэтому разработчики могут использовать логику по своему усмотрению.

## Существующие продукты
Компания Sun Microsystems не выпускала продуктов на основе этой технологии, однако лицензировала её некоторым компаниям, таким как Fujitsu, NEC и Siemens.
В 2000 году Fujitsu представила J-Starter Kit.